# Pichincha (vulkaan)
De Pichincha is een actieve vulkaan in Ecuador. De berg heeft twee toppen: de Guagua Pichincha (Quechua voor Jonge Pichincha) van 4.784 meter en de Rucu Pichincha (Quechua voor Oude Pichincha) van 4.698 meter hoog. De krater bevindt zich in de Guagua Pichincha, aan de westzijde van de berg.
De hoofdstad Quito ligt aan de oostelijke helling van deze vulkaan. De twee toppen zijn vanuit Quito goed zichtbaar en worden vaak beklommen. Een van de eerste Europeanen die de Pichincha beklom was Alexander von Humboldt, die in 1802 op beide toppen metingen verrichtte ten bate van zijn onderzoek naar de relatie tussen temperatuur en hoogte.
Een kleine uitbarsting vond plaats in oktober 1999. De stad werd toen bedekt met een paar centimeter vulkanische as. Op grond van de geografische ligging van de stad wordt aangenomen dat lavastromen geen gevaar vormen voor Quito. Maar de uitbarstingen gaan gepaard met schokken die de stad wel ernstig kunnen beschadigen.
In de 14e en 15e eeuw kende de Pichincha een aantal grote uitbarstingen, die de stad met tientallen centimeters as bedekten. Sindsdien bleef de vulkaan meerdere eeuwen stil, en aangenomen werd dat de vulkaan dood was. Maar op 22 maart 1859 raakte een groot deel van Quito zwaar beschadigd door een nieuwe uitbarsting. Hoewel lavastromen geen gevaar vormen, zijn veel stadsbewoners toch steeds voorbereid op een nieuwe grote uitbarsting.
In 1822 vond aan de voet van de vulkaan een beslissende slag tegen de Spanjaarden plaats. Deze Slag bij Pichincha luidde de onafhankelijkheid van Ecuador in.
De provincie Pichincha is genoemd naar de vulkaan, zoals meerdere provincies in Ecuador zijn genoemd naar belangrijke vulkanen.